# Myrmecozela pontica
Myrmecozela pontica is een vlinder uit de familie echte motten (Tineidae). De wetenschappelijke naam is voor het eerst geldig gepubliceerd in 1971 door Zagulajev.
De soort komt voor in Europa.